# Effet Ken Burns
 (avril 2018).
Si vous disposez d'ouvrages ou d'articles de référence ou si vous connaissez des sites web de qualité traitant du thème abordé ici, merci de compléter l'article en donnant les références utiles à sa vérifiabilité et en les liant à la section « Notes et références ».
L’effet Ken Burns est un effet cinématographique de panoramique et de zoom avant simultanés effectué sur un document statique (photographie, peinture, dessin, gravure, etc.) au moyen d'une caméra fixe ou d'un logiciel vidéo.
Le but est d'intensifier la force évocatrice d'un élément visuel en permettant au spectateur de s'en rapprocher au plus près. S'il s'agit d'un personnage, le mouvement conduit parfois à un très gros plan sur les yeux censé révéler la pensée du personnage.

## Origine
L'utilisation intensive de l’effet en question est bien antérieure aux activités professionnelles de Ken Burns, un cinéaste contemporain. Elle est née avec l'invention du zoom, objectif à focale variable dont les installations de banc-titrage ont été rapidement équipées. Le cinéaste affirme que c’est le documentariste Jerome Liebling (en) qui lui apprit comment intégrer des photographies dans les films documentaires et qu’il a également été inspiré par City of Gold (Capitale de l'or), un documentaire canadien de 1957 sur la ruée vers l'or du Klondike à la fin du XIXe siècle, co-réalisé par Colin Low and Wolf Koenig (en). Palme d'or du court métrage au Festival de Cannes de 1957 et nommé la même année à un Academy Award, City of Gold utilisait les techniques de l’image animée pour effectuer des zooms et des panoramiques sur les images fixes prises au cours de cette ruée vers l'or qui eut lieu dans le territoire canadien du Yukon entre 1896 et 1899.
Cette désignation moderne d'un effet préexistant sous le nom d' « effet Ken Burns » est un hommage de Steve Jobs, le fondateur d’Apple, au réalisateur américain du même nom, connu pour ses documentaires sur l'histoire des États-Unis dans lesquels il utilisa souvent cet effet. Il lui demanda s’il pouvait baptiser de son nom un nouvel effet vidéo à intégrer dans le logiciel iMovie. Tout d’abord opposé à la chose — il déclara ne pas accepter de parrainages commerciaux —, Ken Burns accepta finalement après avoir fait promettre à Steve Jobs de lui fournir pour plusieurs centaines de milliers de dollars de matériel informatique dans le but de l'offrir à des organisations caritatives.
L'effet Ken Burns est également disponible dans la plupart des logiciels de montage vidéo tels que PhotoFilmStrip, PicturesToExe, OpenShot Video Editor, iMovie, Final Cut Pro, Adobe Premiere Pro et bien d’autres.